# Atopsyche serica
Atopsyche serica är en nattsländeart som beskrevs av Ross 1953. Atopsyche serica ingår i släktet Atopsyche och familjen Hydrobiosidae. Inga underarter finns listade i Catalogue of Life.